# Samuel Anton Jacob Bach
Pour les articles homonymes, voir Bach (homonymie).
Parent éloigné de Johann Sebastian Bach, Samuel Anton Jacob Bach (1713 - 29 mars 1781) fut baptisé à Meiningen le 26 avril 1713.
Il fit ses études au lycée de Meiningen mais c'est son père, Johann Ludwig Bach, qui lui enseigna la musique. Inscrit à la faculté de droit de l'Université de Leipzig le 7 mai 1732, il fut hébergé par Johann Sebastian qui lui fit profiter de sa science musicale. Il rentra ensuite à Meiningen pour tenir l'orgue de la cour de 1735 à 1761. À partir de 1740, Samuel Anton exerça en parallèle la profession d'avocat et en 1746 se vit attribuer diverses fonctions municipales. Il se maria tardivement le 12 septembre 1759 avec Maria Catharina Axt mais le couple n'eut pas d'enfants. Samuel Anton était connu pour son habileté dans l'art de la miniature. Il mourut le 29 mars 1781.